# Greetham (Lincolnshire)
Pour les articles homonymes, voir Greetham.
Greetham est un village du Lincolnshire, en Angleterre.